# Kulturåret 1812

## Händelser
- 30 maj – Operan Trollflöjten har premiär på Kungliga Teatern i Stockholm, det första verk av Wolfgang Amadeus Mozart som uppförs i Sverige.[1]
- Gustaf Hasselgren utnämns till ledamot av Konstakademien

## Nya verk
- Sorgespelet Prins Gustaf av Lorenzo Hammarsköld
- Flyttfåglarna av Esaias Tegnér

## Födda
- 1 januari – Fredrik Deland (död 1894), svensk skådespelare.
- 13 januari – Kers Erik Jönsson (död 1852), svensk dalmålare.
- 14 januari – Carl Graedener (död 1883), tysk pianist, tonsättare och musikskriftställare.
- 7 februari – Charles Dickens (död 1870), brittisk författare.
- 19 februari – Zygmunt Krasiński  (död 1859), polsk poet.
- 22 februari – Emily Nonnen (död 1905), svensk författare, översättare och konstnär.
- 28 februari – Alette Due (död 1887), norsk sångare och tonsättare.
- 11 mars – William Vincent Wallace (död 1865), irländsk musiker och tonsättare.
- 4 april – Josef Magnus Stäck (död 1868), svensk konstnär (landskapsmålare) och professor.
- 6 april – Aleksandr Herzen (död 1870), rysk författare.
- 20 april – Pauline Åhman (död 1904), svensk harpist.
- 21 april – Nicolai Ramm Østgaard (död 1873), norsk författare.
- 27 april – Friedrich von Flotow (död 1883), tysk tonsättare.
- 29 april – Emilie Högqvist (död 1846), svensk skådespelare.
- 7 maj – Robert Browning (död 1889), brittisk poet.
- 12 maj – Edward Lear (död 1888), brittisk författare och konstnär.
- 19 maj – Herman Sätherberg (död 1897), svensk lyriker och läkare.
- 20 maj – Gustaf Mankell (död 1880), svensk tonsättare.
- 18 juni – Ivan Gontjarov (död 1891), rysk författare.
- 30 juni – Josabeth Sjöberg (död 1882), svensk konstnär och musiklärare.
- 14 juli – Bernt Lund (död 1885), norsk ingenjör och landskapsmålare.
- 28 augusti – Rudolf von Alt (död 1905), österrikisk målare.
- 16 september – Anna Louisa Geertruida Bosboom-Toussaint (död 1886), holländsk författare.
- 28 november – Ludvig Mathias Lindeman (död 1887), norsk kyrkomusiker och tonsättare.
- 15 december – Isidor Dannström (död 1897), svensk tonsättare, musikkritiker, operasångare (baryton) och sångpedagog.
- 28 december – Julius Rietz (död 1877), tysk cellist, dirigent, kompositionslärare och tonsättare.

## Avlidna
- 9 februari – Franz Anton Hoffmeister (född 1754), tysk tonsättare och musikförläggare.
- 20 mars – Jan Ladislav Dussek (född 1760), tjeckisk-fransk tonsättare och pianist.
- 21 maj – Joseph Wölfl (född 1773), österrikisk pianist och tonsättare.
- 19 augusti – Vincenzo Righini (född 1756), italiensk tonsättare.
- 21 september – Emanuel Schikaneder (född 1751), tysk impressario, skådespelare, sångare och librettist.
- 13 december – Marianne von Martinez (född 1744), österrikisk sångare, pianist och tonsättare.
- okänt datum – Carl Adam Norman (född 1793), svensk violinist.
- okänt datum – Carolina Weltzin (född 1754), svensk kokboksförfattare och översättare.